# خرمنلي
خرمنلي أو خارمانلي (بالتركية: Harmanlı)‏ هي بلدة تتبع لمديرية كولباشي في محافظة أديامان في تركيا. بلغ عدد سكانها 1585 نسمة في عام 2021.